# Falko Daim
Falko Daim (* 28. Februar 1953 in Wien) ist ein österreichischer Mittelalterarchäologe.

## Leben
Falko Daim wuchs in Wien auf. Nach der Matura (Abitur) studierte er Landwirtschaft an der Universität für Bodenkultur und gleichzeitig Ur- und Frühgeschichte sowie mittelalterliche und neuere Geschichte an der Universität Wien. Seine Lehrer waren vor allem Herwig Friesinger (Ur- und Frühgeschichte), Herwig Wolfram und Karl Brunner (Geschichte). 1976 wurde er mit der Dissertation „Die Awaren in Niederösterreich“ promoviert. Daim wurde 1978 zum Vertragsassistent am Institut für Ur- und Frühgeschichte der Universität Wien bestellt, 1979 zum Universitätsassistent, 1986 habilitierte er mit der Monographie „Das awarische Gräberfeld von Leobersdorf, Niederösterreich“ und erhielt die Lehrbefugnis für „Ur- und Frühgeschichte mit besonderer Berücksichtigung der Frühgeschichte und Mittelalterarchäologie“.
1992 wurde Daim zum Außerordentlichen Universitätsprofessor für „Frühgeschichte und Mittelalterarchäologie“ bestellt, ab 1. Januar 2000 war er Universitätsprofessor an seiner Heimatuniversität, dann Vorstand des Instituts für Ur- und Frühgeschichte der Universität Wien sowie Leiter der Interdisziplinären Einrichtung für Archäologie (IDEA) 1999, 2000 übergeführt in das Interdisziplinären Forschungsinstituts der Universität Wien (VIAS Vienna Institute for Archaeological Science) bis 2003.
Am 1. November 2003 wurde Daim zum Generaldirektor des Römisch-Germanischen Zentralmuseums (RGZM) in Mainz bestellt, einem Forschungsinstitut für Archäologie und Mitglied der Leibniz-Gemeinschaft. Mit dem 1. Juni 2018 ging er altersbedingt in den Ruhestand.
Während seiner Dienstzeit am RGZM wurde das Schloss Monrepos, ein Archäologisches Forschungszentrum und Museum für menschliche Verhaltensevolution, in Neuwied saniert, ebenso das Museum für Antike Schifffahrt in Mainz. Zudem wurde das erste Laboratorium für experimentelle Archäologie im deutschen Sprachraum in Mayen errichtet. Gemeinsam mit Jörg Drauschke und Benjamin Fourlas sowie einer Reihe von Kooperationspartnern an der Universität Mainz etablierte Daim in Mainz ein Zentrum für interdisziplinäre Byzanzforschung (WissenschaftsCampus Mainz „Byzanz zwischen Orient und Okzident“).

## Forschungen
1976 begann Daim mit der Ausgrabung des awarischen Gräberfelds von Leobersdorf, Niederösterreich. Die Auswertung der kleinen Nekropole (152 Gräber) ermöglichte es, die Chronologie des spätawarischen Fundstoffs feiner zu differenzieren und – auch durch die Einbeziehung anthropologischer und archäozoologischer Daten (Silke Grefen-Peters, Braunschweig) – die Geschicke einer kleinen Gemeinschaft im awarischen Reich nachzuzeichnen. Die theoriegeleitete Leobersdorf-Monographie ist mit ihrem interdisziplinären und synthetischen Ansatz immer noch gültig. Es gelang damit nicht nur, die langsame Veränderung der Bestattungssitten von in größeren Abständen angelegten Einzelgräbern zu einem Reihengräberfeld im Laufe des 7. Jahrhunderts zu dokumentieren, sondern auch die Typochronologie des awarischen Fundmaterials für das 8. Jahrhundert zu verfeinern. Ein wesentlicher Ansatz war die weitgehende Einbeziehung technischer Beobachtungen am Fundmaterial und chemische Analysen, besonders der Buntmetallobjekte.
Von 1985 bis 1990 war Daim wesentlich an dem Forschungsschwerpunkt der Österreichischen Rektorenkonferenz „Neue Wege in der Frühgeschichtsforschung“ (Leitung dann Herwig Friesinger und Herwig Wolfram) beteiligt und leitete ein umfangreiches interdisziplinäres Projekt zur Geschichte und Archäologie der Awaren. Im Zuge dessen wurde die Ausgrabung des Gräberfeldes von Zillingtal (Burgenland) durchgeführt und es entstanden eine Reihe von Publikationen, vor allem das Geschichtswerk von Walter Pohl und ein zweibändiges Sammelwerk.
In dem Projekt „Das spätantike Gräberfeld und die Villa von Halbturn, Burgenland“ (1988–2004) wurden sämtliche Methoden der Prospektion (Luftbildarchäologie, magnetometrische Prospektion, Georadar und systematische Feldbegehung) und das GIS zur Datenspeicherung und -auswertung eingesetzt.
Zu Daims besonderen Interessen gehören mentalitätenhistorische Ansätze, inspiriert von Patrick J. Geary und einer Reihe von französischen Autoren. In den Debatten zur ethnischen Interpretationen und Fragen der Individualität und Gruppenidentitäten in der Archäologie positionierte er sich eindeutig gegen vorschnelle „ethnische“ Zuschreibungen.
Über seine Awarenforschungen gelangte Daim zur byzantinischen Archäologie. Im Artikel Der awarische Greif und die byzantinische Antike zeigte er, dass der Greif, bei den Awaren in der ersten Hälfte des 8. Jh.s ein sehr beliebtes Motiv, aus dem byzantinischen Raum übernommen wurde. Später identifizierte er im awarischen und mährischen Fundstoff des 8. Jahrhunderts original byzantinische Gürtelbestandteile, vermutlich diplomatische Geschenke.
In Bezug auf den Goldschatz von Sânnicolau Mare (ungarisch: Nagyszentmiklós), der bereits 1799 im Banat (damals Königreich Ungarn) gefunden worden war und möglicherweise einst Teil des awarischen Königshorst war, führte er ein langjähriges Projekt zur technischen und naturwissenschaftlichen Untersuchung der 23 enthaltenen Goldgefäße durch, zusammen mit Peter Stadler und in Kooperation mit dem Kunsthistorischen Museum wien.

### Forschungsprojekte
- Grabung des awarischen Gräberfeldes von Leobersdorf, Niederösterreich 1977–1983.
- Grabung der germanischen Siedlung in Zaingrub, Niederösterreich, 1981–1985. NÖ Landesmuseum und Bundesdenkmalamt.
- Grabung der spätmittelalterlichen Wehranlage von Walpersbach-Lanzenkirchen 1988–1989 mit Folgeprojekt (Fonds zur Förderung der Wissenschaftlichen Forschung in Österreich – „FWF“) 1991–1993. Mit Thomas Kühtreiber
- Forschungsschwerpunkt der Österreichischen Rektorenkonferenz „Neue Wege der Frühgeschichtsforschung“ 1985–1990 (Leitung Herwig Friesinger und Herwig Wolfram). Leitung des Teilprojektes zur Geschichte und Archäologie der Awaren, davon wiederum ein Teil war:
- Das awarische Gräberfeld (und die Siedlung) von Zillingtal, Burgenland. 1985–2001 (FWF und Burgenländische Landesregierung).
- Das spätantike Gräberfeld und die Villa von Halbturn, Burgenland. 1988–2004 (FWF und Burgenländische Landesregierung). Mit Nives Doneus, Wien.
- Der Schatzfund von Sinnicolau Mare (Nagyszentmiklós). 1994–1996 (FWF, gemeinsam mit Peter Stadler).
- Die Wandmalereien im Regnum Maravorum. 1998–2000 (FWF, gemeinsam mit Martina Pippal).
- Der Schatzfund von Vrap in Albanien. 1998–2000 (FWF, gemeinsam mit Peter Stadler).
- Das awarische Gräberfeld von Frohsdorf, Niederösterreich. 2001–2002, 2003–2007. Mit Gabriele Scharrer, Wien.
- Der Goldschatz von Sânnicolau Mare (Nagyszentmiklós) – Naturwissenschaftliche Untersuchungen und kulturhistorische Auswertung. 2003–2007 (FWF).
- Transformation und Kulturaustausch am Rand der mediterranen Welt. Das Bergland der Krim im Frühmittelalter (Pakt für Forschung und Innovation im Wege der Leibniz-Gemeinschaft, 2006–2008).
- Reiterkrieger, Burgenbauer. Die frühen Ungarn und das Deutsche Reich vom 9. bis zum 11. Jahrhundert (Pakt für Forschung und Innovation im Wege der Leibniz-Gemeinschaft, 2009–2011). Mit Michael Herdick, Rainer Schreg und Bendeguz Tobias.
- Der byzantinische Mühlen- und Werkstattkomplex in Hanghaus 2 von Ephesos (TR). Mit Stefanie Wefers (Pakt für Forschung und Innovation im Wege der Leibniz-Gemeinschaft, ab 2006).
- Für Seelenheil und Lebensglück: Studien zum byzantinischen Pilgerwesen und seinen Wurzeln. Mit Ina Eichner und Despoina Ariantzi (2014–2016).
- Das kurze Leben einer Kaiserstadt – Alltag, Umwelt und Untergang des frühbyzantinischen Caričin Grad (Iustiniana Prima?). Mit Rainer Schreg.
- SPP 1630 Häfen von der Römischen Kaiserzeit bis zum Mittelalter. Mit Claus von Carnap (Schleswig), Ursula Warnke (Oldenburg) und Peter Ettel (Jena) (2012–2018).
- SPP 1630 Einzelprojekt Häfen an der Balkanküste des byzantinischen Reiches.
- Die Goldbleche des Tutanchamun – Untersuchungen zur kulturellen Kommunikation zwischen Ägypten und Vorderasien. Mit Peter Pfälzner (Tübingen) und Stephan Johannes Seidlmayer (DAI Kairo) (2014–2017).
- Der Preslav-Schatz aus Bulgarien (10. Jahrhundert). Mit Antje Bosselmann-Ruickbie (Gießen) (2017–2019).

## Auszeichnungen
- 1984: Wissenschaftspreis des Landes Niederösterreich Förderungspreis
- 1989: Kardinal-Innitzer-Förderungspreis für Geisteswissenschaften
- 2017: korrespondierendes Mitglied der philosophisch-historischen Klasse der Österreichischen Akademie der Wissenschaften.

## Lehre außerhalb Wiens
- Gastdozentur in Graz 1987/88.
- Lektorat in Innsbruck 1992.
- Gastprofessuren in Izevsk (Russland) 1990 und 1992, Ljubljana (Slowenien) 1992, Bratislava (Slowakei) 1993, Los Angeles (USA) 1998, Xi’an (China) 2000, Bukarest (Rumänien) 2002.

## Schriften
- Die Awaren in Niederösterreich (= Wissenschaftliche Schriftenreihe Niederösterreich. Nummer 28). Verlag Niederösterreichisches Pressehaus, Sankt Pölten/Wien 1977, ISBN 3-85326-519-7.
- mit Karl Brunner: Ritter, Knappen, Edelfrauen. Ideologie und Realität des Rittertums im Mittelalter. Böhlau, Wien/Köln/Graz 1981, ISBN 3-205-07164-6 (Sonderausgabe, Komet, Frechen 1998, ISBN 3-933366-15-1).
- mit Andreas Lippert: Das awarische Gräberfeld von Sommerein am Leithagebirge, NÖ (= Denkschriften der Philosophisch-Historischen Klasse der Österreichischen Akademie der Wissenschaften. Band 170; = Studien zur Ur- und Frühgeschichte des Donau- und Ostalpenraumes. Band 2; = Studien zur Archäologie der Awaren. Band 1). Verlag der Österreichischen Akademie der Wissenschaften, Wien 1984, ISBN 3-7001-0626-2.
- Das awarische Gräberfeld von Leobersdorf, NÖ (= Denkschriften der Philosophisch-Historischen Klasse der Österreichischen Akademie der Wissenschaften. Band 194; = Veröffentlichungen der Kommission für Frühmittelalterforschung. Nummer 10; = Studien zur Archäologie der Awaren. Band 3). 2 Teilbände, Verlag der Österreichischen Akademie der Wissenschaften, Wien 1987, ISBN 3-7001-1201-7.
- mit Levente Samu und Ursula Koch: Die tauschierten awarenzeitlichen Gürtelgarnituren im Mitteldonaubecken – Vorbilder und Parallelen (= Veröffentlichungen des Landesamtes für Denkmalpflege und Archäologie. Band 95). Landesamt für Denkmalpflege und Archäologie Sachsen-Anhalt, Halle 2024, ISBN 978-3-948618-88-9.

Herausgeberschaften
- Awarenforschungen (= Archaeologia austriaca. Monographien. Band 1; = Studien zur Archäologie der Awaren. Band 4). 2 Teilbände, Institut für Ur- und Frühgeschichte, Wien 1992, ISBN 3-9500-0910-8.
- mit Gennadii Afanas’ev: Monographs in Migration Period and Medieval Archaeology. Vier Bände, Moscow 1993–1994 (in russischer Sprache, englische Zusammenfassungen).
- Monographien zur Frühgeschichte und Mittelalterarchäologie, 1 (1994) − 12 (2008).
- mit Lumír Poláček: Studien zum Burgwall von Mikulčice (= Spisy Archeologického Ústavu AV ČR Brno. Band 2). Archäologisches Institut der Akademie der Wissenschaften der Tschechischen Republik, Brno 1995.
- Die Awaren am Rand der byzantinischen Welt. Studien zu Diplomatie, Handel und Technologietransfer im Frühmittelalter (= Monographien zur Frühgeschichte und Mittelalterarchäologie. Band 7). Wagner, Innsbruck 2000, ISBN 3-7030-0349-9.
- mit Thomas Kühtreiber: Sein & Sinn – Burg & Mensch. Niederösterreichische Landesausstellung 2001 (= Kataloge des Niederösterreichischen Landesmuseums. Neue Folge, Nummer 434). Niederösterreichisches Landesmuseum, St. Pölten 2001, ISBN 3-85460-201-4.
- mit Nives Doneus: Halbturn. Das kaiserzeitliche Gräberfeld und die Villa von Halbturn, Burgenland. Teil 1: Naturräumliche Voraussetzungen, Prospektion und Vorbericht (= Monographien zur Frühgeschichte und Mittelalterarchäologie. Band 10). Wagner, Innsbruck 2004, ISBN 3-7030-0391-X.
- mit Wolfgang Neubauer: Zeitreise Heldenberg. Geheimnisvolle Kreisgräben. Katalog zur Niederösterreichischen Landesausstellung 2005 (= Katalog des Niederösterreichischen Landesmuseums. Neue Folge, Nummer 459). Berger, Horn/Wien 2005, ISBN 3-85460-226-X.
- Heldengrab im Niemandsland. Ein frühungarischer Reiter aus Niederösterreich (= Mosaiksteine. Forschungen am Römisch-Germanischen Zentralmuseum. Band 2). Verlag des Römisch-Germanischen Zentralmuseums Mainz, Mainz 2006, ISBN 978-3-7954-1964-6 (2., verbesserte Auflage, ebenda 2007, ISBN 978-3-88467-106-1).
- mit Ernst Lauermann: Das frühungarische Reitergrab von Gnadendorf (Niederösterreich) (= Monographien des Römisch-Germanischen Zentralmuseums. Band 64). Verlag des Römisch-Germanischen Zentralmuseums, Mainz 2006, ISBN 978-3-88467-094-1 (2., verbesserte Auflage, Schnell & Steiner, Regensburg 2007, ISBN 978-3-7954-1983-7).
- mit Antje Kluge-Pinsker: Als Hildegard noch nicht in Bingen war. Der Disibodenberg – Archäologie und Geschichte. Schnell & Steiner, Regensburg 2009, ISBN 978-3-7954-2253-0.
- mit Jörg Drauschke: Byzanz – das Römerreich im Mittelalter (= Monographien des Römisch-Germanischen Zentralmuseums. Band 84). 4 Teilbände, Schnell & Steiner, Regensburg 2010, ISBN 978-3-7954-2436-7 (Band 1), ISBN 978-3-7954-2437-4 (Band 2,1 und 2,2) und ISBN 978-3-7954-2438-1 (Band 3) (2., verbesserte Auflage, ebenda 2011).
- mit Detlef Gronenborn und Rainer Schreg: Strategien zum Überleben. Umweltkrisen und ihre Bewältigung (= Tagungen des Römisch-Germanischen Zentralmuseums. Band 11). Schnell & Steiner, Regensburg 2011, ISBN 978-3-7954-2478-7.
- mit Sabine Ladstätter: Ephesos in byzantinischer Zeit. Römisch-Germanisches Zentralmuseum, Mainz 2011, ISBN 978-3-88467-160-3.
- mit Neslihan Asutay-Effenberger: Φιλοπάτιον. Spaziergang im kaiserlichen Garten. Beiträge zu Byzanz und seinen Nachbarn. Festschrift für Arne Effenberger zum 70. Geburtstag (= Monographien des Römisch-Germanischen Zentralmuseums. Band 106). Schnell & Steiner, Regensburg 2012, ISBN 978-3-7954-2723-8.
- mit Peter Ettel, Stefanie Berg-Hobohm, Lukas Werther und Christoph Zielhofer: Großbaustelle 793. Das Kanalprojekt Karls des Großen zwischen Rhein und Donau (= Mosaiksteine. Forschungen am Römisch-Germanischen Zentralmuseum. Band 11). Schnell & Steiner, Regensburg 2014, ISBN 978-3-7954-2857-0.
- mit Neslihan Asutay-Effenberger: Der Doppeladler. Byzanz und die Seldschuken in Anatolien vom späten 11. bis zum 13. Jahrhundert (= Byzanz zwischen Orient und Okzident. Band 1). Römisch-Germanisches Zentralmuseum, Mainz 2014, ISBN 978-3-7954-2980-5, DOI:10.11588/propylaeum.53.47 (Open Access).
- mit Johannes Preiser-Kapeller: Harbours and maritime networks as complex adaptive systems (= Tagungen des Römisch-Germanischen Zentralmuseums. Band 23; = Interdisziplinäre Forschungen zu den Häfen von der Römischen Kaiserzeit bis zum Mittelalter in Europa. Band 2). Schnell & Steiner, Regensburg 2015, ISBN 978-3-7954-3040-5.
- mit Kurt Gschwantler, Georg Plattner und Peter Stadler: Der Goldschatz von Sânnicolau Mare (ungarisch: Nagyszentmiklós) (= Tagungen des Römisch-Germanischen Zentralmuseums. Band 25). Schnell & Steiner, Regensburg 2015, ISBN 978-3-7954-3097-9.
- mit Christian Gastgeber: Byzantium as bridge between West and East. Proceedings of the international conference, Vienna, 3rd – 5th May, 2012 (= Denkschriften der Philosophisch-Historischen Klasse der Österreichischen Akademie der Wissenschaften. Band 476; = Veröffentlichungen zur Byzanzforschung. Band 36). Verlag der Österreichischen Akademie der Wissenschaften, Wien 2015, ISBN 978-3-7001-7664-0.
- mit Claus von Carnap-Bornheim, Peter Ettel und Ursula Warnke: Interdisziplinäre Forschungen zu den Häfen von der Römischen Kaiserzeit bis zum Mittelalter in Europa. 1 (2015) − 4 (2017).
- mit Jörg Drauschke: Hinter den Mauern und auf dem offenen Land. Leben im Byzantinischen Reich (= Byzanz zwischen Orient und Okzident. Band 3). Schnell & Steiner, Regensburg 2016, ISBN 978-3-7954-3162-4, DOI:10.11588/propylaeum.306.416 (Open Access).
- Die byzantinischen Häfen Konstantinopels (= Byzanz zwischen Orient und Okzident. Band 4; = Interdisziplinäre Forschungen zu den Häfen von der Römischen Kaiserzeit bis zum Mittelalter in Europa. Band 3). Schnell & Steiner, Regensburg 2016, ISBN 978-3-7954-3236-2, DOI:10.11588/propylaeum.330.453 (Open Access).
- Byzanz. Historisch-kulturwissenschaftliches Handbuch (= Der Neue Pauly. Supplementband 11). J.B. Metzler, Stuttgart/Weimar 2016, ISBN 978-3-476-02422-0 (englische Übersetzung 2019).
- mit Benjamin Fourlas, Katarina Horst, Vasiliki Tsamakda: Spätantike und Byzanz. Bestandskatalog Badisches Landesmuseum Karlsruhe. Teil 1: Objekte aus Bein, Elfenbein, Glas, Keramik, Metall und Stein (= Byzanz zwischen Orient und Okzident. Band 8,1). Verlag des Römisch-Germanischen Zentralmuseums, Mainz 2017, ISBN 978-3-88467-282-2.
- mit Henriette Baron: A most pleasant scene and an inexhaustible resource. Steps towards a Byzantine environmental history (= Byzanz zwischen Orient und Okzident. Band 6). Schnell & Steiner, Regensburg 2017, ISBN 978-3-7954-3238-6, DOI:10.11588/propylaeum.447.662 (Open Access).
- mit Christian Gastgeber, Dominik Heher und Claudia Rapp: Menschen, Bilder, Sprache, Dinge. Wege der Kommunikation zwischen Byzanz und dem Westen (= Byzanz zwischen Orient und Okzident. Band 9). 2 Teilbände, Schnell & Steiner, Regensburg 2018, ISBN 978-3-7954-3315-4 (Teilband 1) und ISBN 978-3-7954-3316-1 (Teilband 2).
- mit Claus von Carnap-Bornheim, Peter Ettel und Ursula Warnke: Harbours as objects of interdisciplinary research. Archaeology + history + geosciences (= Tagungen des Römisch-Germanischen Zentralmuseums. Band 34; = Interdisziplinäre Forschungen zu den Häfen von der Römischen Kaiserzeit bis zum Mittelalter in Europa. Band 5). Schnell & Steiner, Regensburg 2018, ISBN 978-3-7954-3321-5.
- mit Nives Doneus: Ein römisches Landgut im heutigen Zillingtal (Burgenland) und sein Umfeld (= Monographien des Römisch-Germanischen Zentralmuseums. Band 134). Schnell & Steiner, Regensburg 2018, ISBN 978-3-7954-3385-7.
- mit Kurt Gschwantler, Georg Plattner und Peter Stadler: Der Goldschatz von Sânnicolau Mare (ungarisch: Nagyszentmiklós) (= Monographien des Römisch-Germanischen Zentralmuseums. Band 142). 2 Teilbände, Schnell & Steiner, Regensburg 2018, ISBN 978-3-7954-3369-7.
- mit Neslihan Asutay-Effenberger: Sasanidische Spuren in der byzantinischen, kaukasischen und islamischen Kunst und Kultur (= Byzanz zwischen Orient und Okzident. Band 15). Schnell & Steiner, Regensburg 2019, ISBN 978-3-7954-3482-3, DOI:10.11588/propylaeum.655.
- mit Johannes Pahlitzsch, Joseph Patrich, Claudia Rapp und Jon Seligman: Pilgrimage to Jerusalem. Journeys, destinations, experiences across times and cultures (= Byzanz zwischen Orient und Okzident. Band 19). Schnell & Steiner, Regensburg 2020, ISBN 978-3-7954-3561-5.
- mit Harald Meller und Walter Pohl: Von den Hunnen zu den Türken – Reiterkrieger in Europa und Zentralasien (= Tagungen des Landesmuseums für Vorgeschichte Halle. Band 23). Landesamt für Denkmalpflege und Archäologie Sachsen-Anhalt, Halle 2021, ISBN 978-3-948618-24-7.
- mit Johannes Preiser-Kapeller und Taxiarchis G. Kolias: Seasides of Byzantium. Harbours and anchorages of a Mediterranean empire (= Byzanz zwischen Orient und Okzident. Band 21; = Interdisziplinäre Forschungen zu den Häfen von der Römischen Kaiserzeit bis zum Mittelalter in Europa. Band 9). Verlag des Römisch-Germanischen Zentralmuseums, Mainz 2021, ISBN 978-3-88467-337-9.
- mit Harald Meller und Thomas Puttkammer: Reiternomaden in Europa. Hunnen, Awaren, Ungarn. Landesamt für Denkmalpflege und Archäologie Sachsen-Anhalt, Halle 2022, ISBN 978-3-948618-45-2.
- mit Harald Meller: Grenzüberschreitungen. Reiternomaden in Mitteleuropa, ihre östlichen Wurzeln und Verbindungen. 14. Mitteldeutscher Archäologentag vom 7. bis 9. Oktober 2021 in Halle (Saale) (= Tagungen des Landesmuseums für Vorgeschichte Halle. Band 25). Landesamt für Denkmalpflege und Archäologie Sachsen-Anhalt, Halle 2022, ISBN 978-3-948618-44-5.

## Festschrift
- Lebenswelten zwischen Archäologie und Geschichte. Festschrift für Falko Daim zu seinem 65. Geburtstag (= Monographien des Römisch-Germanischen Zentralmuseums. Band 150). 2 Teilbände, Verlag des Römisch-Germanischen Zentralmuseums, Mainz 2018, ISBN 978-3-88467-292-1.